# Spring Lake (Michigan)
Spring Lake – wieś w Stanach Zjednoczonych, w stanie Michigan, w hrabstwie Ottawa.